# Frans B. Liljenroth
Frans B. (Bo) Liljenroth, född 1 december 1911 i Stockholm, död 6 augusti 1969, var en svensk sångtextförfattare och skådespelare. Han var även verksam under pseudonymen Franson. Han skrev bland annat texten till sångerna "Vid foten av fjället" och "Låt oss flyga till en stjärna", vilken framfördes i filmen Åsa-Nisse på Mallorca (1962).

## Filmografi
- 1946 – Möte i natten